# Брюно, Франсуа-Ксавье
Франсуа-Ксавье Брюно (фр. François-Xavier Bruno; 1755—1829) — французский военный деятель, бригадный генерал (1803 год), участник революционных и наполеоновских войн.

## Биография
Он поступил на службу 14 апреля 1772 года фузилером в королевский морской корпус Тулонской дивизии и был отправлен в отпуск по замене 29 февраля 1776 года.
13 ноября 1791 года возобновил службу в звании капитана 2-го батальона волонтёров департамента Изер. 27 марта 1792 года стал командиром батальона и возглавил 2-й батальон. С 1792 по 1797 год сражался в составе Итальянской армии. 27 января 1794 года произведён в полковники, и был назначен командиром 83-й полубригады линейной пехоты, в состав которой влился его батальон. 19 июня 1796 года 83-я полубригада была реорганизована в 57-ю. Полубригада блестяще действовала в Итальянской кампании Бонапарта 1796-97 годов и заслужила от него прозвище «Грозная» (фр. Le Terrible). Брюно сражался в ключевых сражениях при Арколе и Риволи. В 1799 году переведён в Рейнскую армию. Вновь проявил себя в 1800 году, приняв участие в множестве сражений, в том числе в решающем при Гогенлиндене.
29 августа 1803 года 57-я полубригада была включена в состав 2-й пехотной дивизии Вандама в лагере Сент-Омер. 11 ноября 1803 года Брюно был заменён на посту командира полковником Ре. 15 декабря 1803 года получил звание бригадного генерала, и был назначен командующим вооружений в Валансьена. С 16 июня 1807 по 24 декабря 1814 года был комендантом Шербура. По возвращении с острова Эльба Наполеон призвал его обратно на действительную военную службу и 26 марта 1815 года снова назначил в Шербур. 1 июля 1815 года вышел в отставку. Умер 28 мая 1829 года в Ау-сюр-Си в возрасте 74 лет.

## Воинские звания
- Солдат (14 апреля 1772 года);
- Капитан (13 ноября 1791 года);
- Командир батальона (27 марта 1792 года);
- Полковник (27 января 1794 года);
- Бригадный генерал (15 декабря 1803 года).

## Награды
Легионер ордена Почётного легиона (11 декабря 1803 года)
 Офицер ордена Почётного легиона (14 июня 1804 года)